# Johann von Aich
Johann von Aich („Aich“ = „aus Aachen“) auch Jan van Ach oder Johannes Aquensis (* ?; † um 1553) war ein deutscher Buchdrucker. Er wirkte von 1530 bis 1550 in Köln.
Von Aich war der Sohn des Kölner Buchdruckers Arnt von Aich und dessen Frau Ytgin (geborene Grutter). Nach deren Tod er die Lupuspresse übernahm. Er brachte im Zeitraum von 1530 bis 1546 etwa 12 Drucke heraus. Darunter befand sich die Veröffentlichung des Eulenspiegel von 1539, „eyn wunderbärlich und seltzsame history vann Dyll Ulnspegel“ mit Holzschnitten. „Ferner sind bekannt: „Sibillen wyssagungen van viel wunderbarer tzokunfft“. Man kennt fünf andere deutsche Drucke mit Holzschnitten und fünf lateinische Drucke, der letzte von 1546 aus seinem Verlag.“